# Charles Louis de Biaudos de Casteja
Charles Louis de Biaudos (lub: Biodos) de Casteja (ur. 1693, zm. 10 marca 1755) – francuski dyplomata i ambasador.

## Życiorys
Początkowo poswiecał się karierze wojskowej; został marszałkiem polnym, a potem wojskowym gubernatorem Toul.
De Casteja przybył w październiku 1727 roku jako dyplomatyczny wysłannik (envoyé) Królestwa Francji do Sztokholmu. Rangę ambasadora otrzymał w 1730 roku. Współpracował z Olofem von Törne, jednym z przywódców profrancuskiej partii w sztokholmskim parlamencie Hattpartiet. Razem pracowali nad przekupieniem wystarczającej ilości posłów podczas riksdagu 1734 roku.  Wraz z von Törne'm, pieniądze otrzymał inny lider Hattpartiet Daniel Niklas von Höpken. Casteja obiecał wówczas, w imieniu francuskiego rządu, wypłacić w ciągu trzech lat 300,000 riksdalerów.
Wcześniej jeszcze, w roku 1733  Casteja proponował Szwedom wysłanie 4.000 żołnierzy do Gdańska, którzy wsparliby Stanisława Leszczyńskiego . Kanclerz Arvid Horn odrzucił wówczas tę propozycję, więc de Casteja zwrócił się do opozycyjnej Hattpartiet.
8 września 1737 roku deCasteja został odwołany ze swej misji.